# 大衆部
大衆部（だいしゅぶ、巴: Mahāsaṃgītika, マハーサンギーティカ, 梵: महासांघिक, Mahāsāṃghika, マハーサーンギカ）は、古代インド仏教の部派の1つ。音訳して摩訶僧祇部（まかそうぎぶ）とも呼ばれる。
釈迦の没後100年ほど後、十事の非法・大天の五事などの「律」の解釈で意見が対立し、教団は上座部と大衆部とに根本分裂した（部派仏教時代）。
その後、それぞれの教団はさらに枝末分裂を繰り返し、大衆部からは下記のグループなどに分裂した。
- 一説部（いっせつぶ）
- 説出世部（せつしゅっせぶ）
- 鶏胤部（けいいんぶ）
- 多聞部（たもんぶ）
- 説仮部（せっけぶ）
- 制多山部（せいたせんぶ）

大衆部系は主として中インドから南インドに広まり、概して勢力は小さかった。大衆部は説一切有部から分裂した経量部（きょうりょうぶ）と共に「現在有体・過未無体」を主張し、説一切有部の「三世実有・法体恒有」説と対立した。
なお、大衆部を大乗仏教の源流とする説がある。一時これを否定する説が出されて顧みられなくなっていたが、近年これを再び見直す可能性のある八千頌般若経の古写本（プラークリットで記述）が発見され注目されている。
大衆部の用いた律を『摩訶僧祇律』という。